# Муннинген
Муннинген (нем. Munningen) — община в Германии, в земле Бавария. 
Подчиняется административному округу Швабия. Входит в состав района Донау-Рис.  Население составляет 1767 человек (на 31 декабря 2010 года). Занимает площадь 22,78 км².